# Kolpak (Husarenmütze)

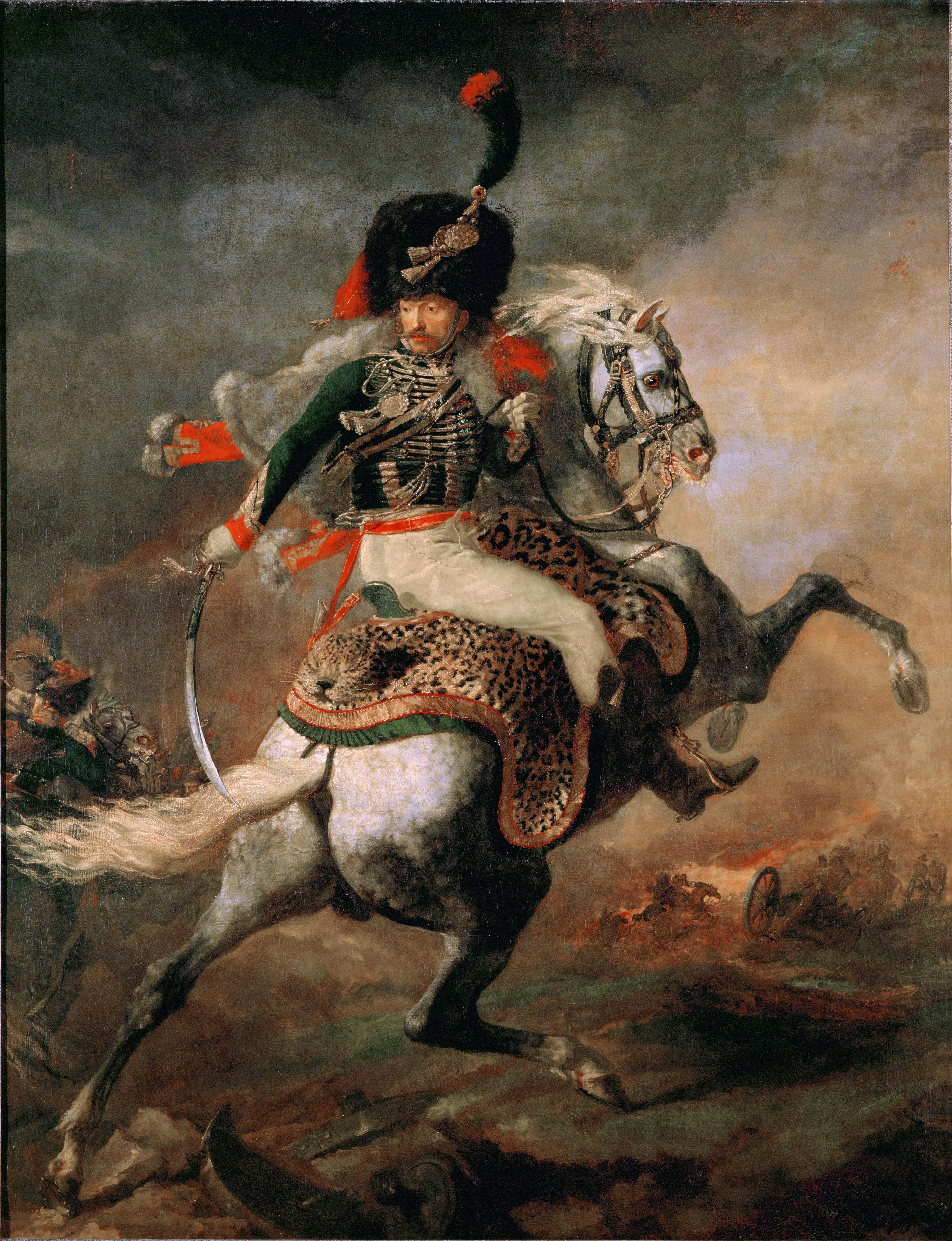
Offizier vom 1. Regiment der Jäger zu Pferde der Kaisergarde Napoleons (Gemälde von Jean Louis Théodore Géricault, 1812)

Kolpak (auch Kalpak) ist die von den Magyaren über das Osmanische Reich ins Deutsche gekommene Bezeichnung für die aus Pelz gefertigten Husarenmützen oder je nach Terminologie nur deren Stoffbeutel. Die hier nicht behandelte Kolpik bezeichnet eine der Grundform der militärischen Kalpak ähnliche Fellmütze, die von Familienmitgliedern der chassidischen Rabbiner getragen wird.
Bei den Magyaren diente das Wort kalpag der Bezeichnung einer zylindrischen Pelzmütze, die meist mit Agraffe oder Reiherbusch verziert war. Das türkische Wort kalpak bezeichnete allgemein hohe Mützen, egal aus welchem Material sie gefertigt waren. Der aus dem Deckel heraushängende Stoffbeutel hat den gleichen Ursprung wie die Spitze der Grenadiermütze. In beiden Fällen handelt es sich um den Rest einer weichen Zipfelmütze, der sogenannten Lagermütze.
Dort wo sich andere Waffengattungen an der Husarenuniform orientierten, wurde er auch von den Husaren übernommen (z. B. bis heute bei der Paradeuniform der englischen Reitenden Artillerie oder den Elitekompanien der napoleonischen Jäger zu Pferde).
Bei den Armeen Preußens und Sachsens, die 1914 mit Husaren ausgestattet waren, wurde nur der Stoffbeutel als Kolpak bezeichnet, die Kopfbedeckung hieß hingegen Pelzmütze.

## Deutsches Reich (1914)
- Leib-Garde-Husaren-Regiment
- 1. Leib-Husaren-Regiment Nr. 1
- 2. Leib Husaren Regiment Nr. 2
- Husaren Regiment 3
- Husaren Regiment 4
- Husaren Regiment 5
- Husaren Regimenter 6, 7, 11, 13, 14,
- Husaren Regiment 8
- Husaren Regiment 9
- Husaren Regiment 10
- Husaren Regiment 12
- Husaren Regiment Nr. 13
- Husaren Regiment 15, 16
- Husaren Regiment Nr. 17
- Husaren Regiment 18 (Sachsen)
- Husaren Regiment 19 (Sachsen)
- Husaren Regiment 20 (Sachsen)

- roter Kolpak
- roter Kolpak
- weißer Kolpak
- roter Kolpak
- goldgelber Kolpak
- krapproter Kolpak
- ponceauroter Kolpak
- hellblauer Kolpak
- kornblumenblauer Kolpak
- pompadourroter Kolpak
- weißer Kolpak
- krapproter Kolpak
- ponceauroter Kolpak
- ponceauroter Kolpak
- ponceauroter Kolpak
- purpurroter Kolpak
- hellblauer Kolpak

## Österreich-Ungarn (1914)
In Österreich-Ungarn trugen die Husaren keine Mütze, sondern einen Tschako. Lediglich die Galauniform der ungarischen Generäle sowie die Königlich Ungarische Leibgarde waren mit einer, auch dort als Kalpak bezeichneten Pelzmütze ausgestattet. Vor Einführung des Tschakos war, von 1863 bis 1872, die Kutsma Kopfbedeckung der Husaren.